# Mister Sinistre
Nathaniel Essex, alias Mister Sinistre (« Mister Sinister » en VO) est un super-vilain évoluant dans l'univers Marvel de la maison d'édition Marvel Comics. Créé par le scénariste Chris Claremont et le dessinateur Marc Silvestri, le personnage de fiction est mentionné pour la première fois dans le comic book Uncanny X-Men #212 en décembre 1986 par le vilain Dents-de-sabre, mais n'apparaît qu'à partir d’Uncanny X-Men #221 en septembre 1987.
Le personnage est un ennemi de longue date des X-Men.

## Biographie du personnage

### Origines
En 1859, à Londres, durant le règne de la Reine Victoria. Le scientifique Nathaniel Essex estime que Charles Darwin n'est pas allé assez loin en publiant son livre révolutionnaire L'Origine des espèces qui présente sa théorie de l’évolution. Le fils d'Essex meurt peu après à cause d'une tare génétique et, désormais celui-ci est partisan de l'eugénisme. Il veut contrôler l'accouplement et la reproduction d'humains, qu'il considère comme du bétail, afin de créer des enfants génétiquement supérieurs car il est persuadé qu'une race de mutants va naitre en moins d'un siècle. Darwin et la communauté scientifique sont épouvantés par les idées d'Essex et sa propre épouse, Rebecca, se retourne contre lui.
Lorsque son second fils meurt à la naissance, son épouse, sur son lit de mort, accuse Essex d’être « sinistre ». Mais Essex a déjà trouvé son guide, en la personne de l'antique mutant Apocalypse qui le transforme en un être surhumain en altérant son matériel génétique. Oubliant son identité précédente, Essex adopte le nom que Rebecca lui a donné : Sinistre.

### Parcours
Les plans de Sinistre ont toujours été secrets, mais on sait qu'ils le lient aux frères Summers, Scott (Cyclope) et Alex (Havok), Essex étant peut-être à l'origine des pouvoirs de certains puissants mutants. En effet, sous l'identité du docteur Milbury, il a travaillé aidé de son serviteur Jakob Shaw avec plusieurs scientifiques : Kurt Marko (le père de Cain Marko, alias le Fléau, Irène Adler alias Destinée, le docteur Ryking alias Hazard (en) et le professeur Xavier). En secret, son projet visait à implanter dans le corps des enfants de ses partenaires — futurs mutants — sa propre carte génétique. En cas de décès, une machine cyclique lancerait un réveil du code de Sinistre, lui permettant de revivre, à partir d'un de ses enfants.
Renvoyé dans le temps par Sanctity, la fille de Bolivar Trask, Scott Summers et Jean Grey persuadèrent Sinistre de défier Apocalypse. Après les avoir rencontrés, Sinistre devint obnubilé par leur lignées. Au long du siècle suivant, Sinistre développe des techniques de génie génétique si avancées qu'elles dépassent celles de notre science contemporaine. Dans cette optique, il contrôle l'orphelinat dans lequel grandit Scott Summers.
Durant la Seconde Guerre mondiale, il travaille pour le Troisième Reich comme scientifique. Le mutant Long Couteau travaille dès lors pour lui. C'est lui qui stimule les pouvoirs du Monolithe Vivant pour le compte d'Apocalypse, en lui greffant secrètement certains gènes du jeune mutant Alex Summers.

### Mutant Massacre
Sinistre engage Gambit pour recruter l'équipe nommée les Maraudeurs, sans que Gambit ne sache le but de cette opération. Ces derniers sont envoyés dans les égouts de New York et massacrent les mutants y vivant, les Morlocks.
Il a aussi été le mentor des Nasty Boys, une équipe de super-vilains mutants qui affronta l'équipe gouvernementale Facteur-X, alors dirigée par Polaris et Havok.
Ayant créé Madelyne Pryor, le clone de Jean Grey pour porter Nathan Summers, l'enfant de Scott Summers, Sinistre n'en a plus besoin lorsqu'il capture le nouveau-né. Mais Pryor devient la puissante Reine Démon et lutte contre lui pour sauver Nathan, avant de périr en affrontant Jean Grey.

### Age of Apocalypse
Sinistre est l'allié de Dark Beast, une version du Fauve venant de l'univers de Age of Apocalypse. Il connait une aventure rétro-temporelle avec Gambit et le métamorphe Courier, duquel il copie le code génétique et donc les pouvoirs. 
Un véritable désastre se produit lorsque le terroriste mutant Stryfe piège Sinistre en lui donnant une capsule censée contenir des échantillons des gènes mutants de la famille Summers. En fait, la capsule contient les germes du virus Legacy, une maladie fatale aux mutants, alors incurable.
Ensuite, on le revoit au sein du projet Weapon X (Arme X), caché sous les traits du docteur Windsor. Dents-de-sabre est engagé pour le capturer et, avec l'aide de Long Couteau, le ramène à son employeur qui n'est autre que John Sublime.

### Messiah Complex
Récemment, Essex se lança avec les Maraudeurs à la poursuite d'un bébé, le premier mutant né depuis la Décimation. Ils rencontrent l'opposition des X-Men, bien qu'il ait tenté de les empêcher de prendre connaissance de cet événement par divers moyens, notamment en capturant Malicia qui avait dans son esprit le contenu des journaux de Destinée, et en tuant plusieurs êtres extralucides. Sinistre est finalement trahi par Mystique. Alors qu'il est en contact physique direct et prolongé avec Malicia, il est tué.

### Renaissance
La machine appelée Cronus commence son programme cyclique mais échoue sur plusieurs cibles potentielles : Carter Ryking n'avait plus de gène X ; Cain Marko (le Fléau) était protégé par le pouvoir de Cyttorak ; Sebastian Shaw était quant à lui protégé par une machine construite par son père. Restait Charles Xavier. Essex réussit donc à prendre le contrôle du corps de Xavier, en utilisant les fonctions du Cronus. Mais Gambit et Shaw sabotent l'appareil et le vilain est éjecté du corps du Professeur X.
Apparaît alors une jeune télépathe travaillant pour Shaw, Claudine Renko, se faisant surnommer Miss Sinistre. Elle semble posséder les pouvoirs de Sinistre ainsi qu'une apparence similaire, quoiqu'il s'agisse d'une femme. Il fut plus tard découvert que Claudine Renko a reçu un virus contenant le code génétique et la mémoire de Sinistre. Ce dernier menaça d'ailleurs de prendre le contrôle de Miss Sinistre, qui tente de transférer sa conscience dans le corps de X-23 pour l'éviter. Cependant, Mister Sinistre avait déjà prévu cela, et prend lui-même possession de X-23. Il utilise les griffes de cette dernière pour blesser mortellement Miss Sinistre. Mais la force de volonté de X-23 lui permet de repousser la présence du Sinistre dans son esprit.
Sinistre refait surface des mois plus tard à San Francisco ou il se sert de la tête du Céleste Rêveur pour transformer une partie de la ville en citée peuplée d’êtres à son image, formant une espèce d'esprit de ruche. De leur côté, Cyclope et les X-Men sont avertis par l'agent du S.W.O.R.D. Abigail Brand de l'arrivée de plusieurs Célestes sur Terre, attirés par le sort de leur congénère endormi. Emma Frost tente alors de détruire Sinistre télépathiquement mais il se réincarne aussitôt dans une nouvelle itération, immunisée cette fois à ses pouvoirs télépathiques.

## Pouvoirs et capacités
Transformé en Mister Sinistre par Apocalypse, Essex est devenu quasiment immortel. Son vieillissement semble en effet avoir été ralenti. En complément de ses pouvoirs, c'est un expert en biologie et en génétique.
- Il a une force surhumaine (on l'a déjà vu soulever des objets pesants plusieurs centaines de kilos) et des capacités psioniques, comme la télépathie. Exodus l'inclut d'ailleurs dans les plus grands télépathes humains, même s'il n'a jamais manifesté totalement sa puissance.
- On l'a déjà vu émettre des rafales d'énergie et se téléporter. On ignore si cela est dû à un équipement high-tech ou à ses pouvoirs.
- Grâce à l'ADN qu'il a volé dans le passé au mutant nommé Courier, il est devenu également métamorphe.
- Il peut se régénérer.

## Hommes de main

### Les Nasty Boys
Ils forment une équipe de super-vilains appartenant à l'univers de Marvel Comics. Créée par le scénariste Peter David et le dessinateur Larry Stroman, l'équipe est apparue pour la première fois dans le comic book X-Factor #75 en 1992. Sous les ordres de Mister Sinistre, l'équipe a affronté Facteur-X et les X-Men. Elle a été adaptée à la télévision dans la série télévisée X-Men.

#### Biographie de l'équipe
Mister Sinistre engage un groupe de mutants, les Nasty Boys, pour mettre un terme à la campagne politique du sénateur anti-mutant Steven Shaffran. Les Nasty Boys affrontent Facteur-X à Washington tandis que Mister Sinistre dévoile publiquement que le sénateur est un mutant. Hairbag, Ramrod et Slab sont capturés lors de cette opération. L'irlandais Ramrod est déporté dans son pays d'origine. Slab et Hairbag sont emprisonnés dans une prison de haute sécurité. Ces deux derniers sont vite libérés par la sœur de Slab, Thumbelina, pour le compte du F.L.M. de Stryfe. Hairbag retourne travailler pour Sinistre mais Slab reste pendant quelque temps avec sa sœur,.
Lors d'un voyage à Hawaï, Mister Sinistre reforme les Nasty Boys afin de capturer Malice, une de ses anciennes employées au sein des Maraudeurs. Malice possède le corps de Havok, mais ce dernier et Polaris réussissent à la dissoudre. Satisfait, Mister Sinistre et ses hommes de mains repartent.
Agissant seul, Ruckus tente de tuer le sénateur Kelly. Les X-Men réussissent à empêcher l'assassinat.

#### Composition
Les cinq membres récurrents de l'équipe sont :
- Ruckus / Clement Wilson, qui peut amplifier 1000 fois les ondes sonores à travers ses propres cordes vocales.
- Ramrod / Patrick Mahony, un Irlandais qui manipule psioniquement les fibres de bois, des racines ou même de sa pipe en bois.
- Hairbag / Shaun Suggs, un homme à l'apparence bestiale, rapide et griffu. Son souffle est empoisonné, et ses poils peuvent durcir et se raidir, devenant de véritables piquants. Il est le mari de Thumbelina, membre du Front de libération mutant[4].
- Slab / Kris Anderson, qui peut augmenter sa taille et sa densité, et donc sa force et son endurance. Slab est le frère de Thumbelina[4].
- Beau George / George Blair au corps semi-liquide, malléable à volonté.

L'équipe compte aussi pendant un temps un double de Jamie Madrox, alias l'Homme-Multiple qui a réussi à absorber l'original et à en prendre le contrôle.

#### Versions alternatives
Dans la réalité alternative de What if? vol.2 #46-47, les membres des Nasty Boys sont Beau George, Hairbag, Ruckus et Slab. Comme dans la continuité principale, ils sont sous les ordres de Mister Sinistre. Ils sont tués par Wolverine et son équipe d'X-Men. Dans les comic books X-Men Adventures qui sont dérivés de la série télévisée X-Men, les Nasty Boys sont également présents dans les numéros #2, #12 et #13. Les histoires racontées sont quasiment identiques à l'adaptation télévisée.

#### Adaptations à d'autres médias
Dans la série télévisée X-Men, les Nasty Boys sont également des hommes de main de Mister Sinistre. Ramrod est le seul membre qui n'a pas été adapté sur ce média. En version originale, Beau George, Hairbag et Ruckus sont respectivement doublés par Rod Wilson, John Blackwood et Dan Hennessey. Marvel Comics n'a pas effectué d'autres adaptations. Sur des sites de création de figurines articulés, il existe des explications pour créer des figurines des Nasty Boys à partir de pièces d'autres figurines disponibles dans le commerce,
Mister Sinistre était prévu pour être un antagoniste dans les films X-Men. Plusieurs films font des allusions à Essex corp. tel X-Men: Apocalypse, où un homme de main récupère le sang de Wolverine, ainsi que Logan, Deadpool 2 et Les Nouveaux Mutants. Jon Hamm était l'acteur envisagé et devait apparaître dans le film dérivé X-Men: Fear the Beast. Les plans sont annulés à la suite du rachat de la 20th Century Fox par Disney et donc de l'intégration des X-Men dans l'Univers cinématographique Marvel.

## Versions alternatives

### Age of Apocalypse
Dans le crossover Age of Apocalypse, Sinistre fait partie des quatre Cavaliers d'Apocalypse. Intéressé par le patrimoine génétique mutant familial, il dirige la Force d'Élite Mutante composée des frères Summers, Cyclope (leader de l'équipe) et Havok, ainsi que Aurora et Véga, Elizabeth et Sam Guthrie (Rocket) et les frères Bedlam.
Sinistre conçoit en laboratoire un enfant, issu des gènes de Jean Grey et de Scott Summers, qui a le potentiel de détruire Apocalypse. Prénommé Nathan (X-Man), cet enfant grandit dans un accélérateur de croissance. À son évasion, Sinistre abandonne son poste de Cavalier et ses « enfants » afin de ne pas perdre la trace de Nathan. Il l'approche plus tard sous la forme d'Essex, prisonnier échappé des camps d'Apocalypse.
Sous cette forme, il aide Nathan à maîtriser ses pouvoirs et gagne sa confiance, au détriment de Forge, son père adoptif. Quand des tueurs d'Apocalypse, Domino, Caliban et Grizzly attaquent la troupe de Forge, Essex se dévoile. Forge réalise qu'il est un traître et se fait tuer. Nate venge son père adoptif et vainc Sinistre qu'il laisse pour mort.